# Atiba Hutchinson
Atiba Hutchinson   (Brampton, 8 de febrer de 1983) és un futbolista canadenc, internacional amb la selecció del Canadà.
Pel que fa a clubs, destacà a PSV i Beşiktaş JK.